# Најбољи пријатељи
Најбољи пријатељи је тринаести албум певачице Мире Шкорић. Објављен је 2005. године у издању Гранд продукције.

## Песме на албуму
| Бр. | Песма                  | Музика                 | Текст                 | Аранжман                       |
| --- | ---------------------- | ---------------------- | --------------------- | ------------------------------ |
| 1.  | Најбољи пријатељи      | Драган Брајовић Браја  | Драган Брајовић Браја | Дејан Абадић                   |
| 2.  | Силикони               | Драган Брајовић Браја  | Драган Брајовић Браја | Дејан Абадић                   |
| 3.  | Ниједан други          | Драган Брајовић Браја  | Драган Брајовић Браја | Дејан Абадић                   |
| 4.  | Онај прави             | Александар Милић Мили  | Марина Туцаковић      | Александар Милић Мили          |
| 5.  | Лоша процена           | Александар Милић Мили  | Марина Туцаковић      | Александар Милић Мили          |
| 6.  | Убиле ме те твоје жене | Жељко Јоксимовић       | Дејан Ивановић        | Жељко Јоксимовић, Алек Алексов |
| 7.  | Датума два             | Дејан Ивановић         | Дејан Ивановић        | Алек Алексов                   |
| 8.  | Илиндан                | Дражен Дамјановић      | Дражен Дамјановић     | Алек Алексов                   |
| 9.  | Бивша                  | Срећко Максимовић Цеци | Дражен Дамјановић     | Доријан Шетина                 |